# Бочанка (Белгородская область)
Бочанка — хутор в Волоконовском районе Белгородской области России. В составе Тишанского сельского поселения.

## География
Хутор расположен в юго-восточной части Белгородской области, на левом берегу реки Волчьей (бассейна Северского Донца), в 21 км по прямой к юго-западу от районного центра Волоконовки. Ближайшие населённые пункты: село Тишанка и хутора Шаховка и Заяровка ниже по руслу Волчьей, хутора Волчий-Первый и Зелёный Клин выше по руслу Волчьей.

## Население
| 2002 | 2010 |
| ---- | ---- |
| 92   | ↘79  |